# DFM (radiostation)
DFM (voorheen Dynamite FM) is een Russisch commercieel danceradiostation dat landelijk uitzendt. Het radiostation begon met uitzenden in 2000 in Moskou en Jekaterinenburg. DFM zendt vooral dance en remixen van populaire hits uit.

## Geschiedenis
Dynamite FM begon op 1 juli 2000 in Moskou uit te zenden op de frequentie 101,2 MHz nadat het was gekocht door de Russian Media Group. Het station volgde hiermee Radio 101, dat tot dan toe op deze frequentie uitzond. Op 9 juli van datzelfde jaar begonnen de uitzendingen in Jekaterinenburg.
Sinds september 2005 ging het radiostation deels over op de afgekorte naam "DFM"; in alle jingles begon naast het hoofdmerk "Dynamite FM" ook de afkorting "DFM" te klinken. Tevens werd het logo vernieuwd. Op 3 maart 2006 werd het radiostation volledig omgedoopt tot “DFM”. Er kwam een nieuw logo en het gebruik van de oude naam Dynamite werd stopgezet.

## Buitenlandse zenders
Verschillende buitenlandse stations hebben de remixen en tracks van DFM overgenomen zoals:
- DFM (Estland, Gestopt met uitzenden op 17 mei 2024). Omleiding naar de Narodnoe Radio (Estland).
- DJFM (Oekraïne, tot 24 februari 2022). Nadat de Russische invasie van Oekraïne was begonnen, stopte radiostation DJFM de samenwerking met DFM en verwijderde alle remixen en dancetracks van Russische muzikanten uit de playlist.